# Lorena alemana

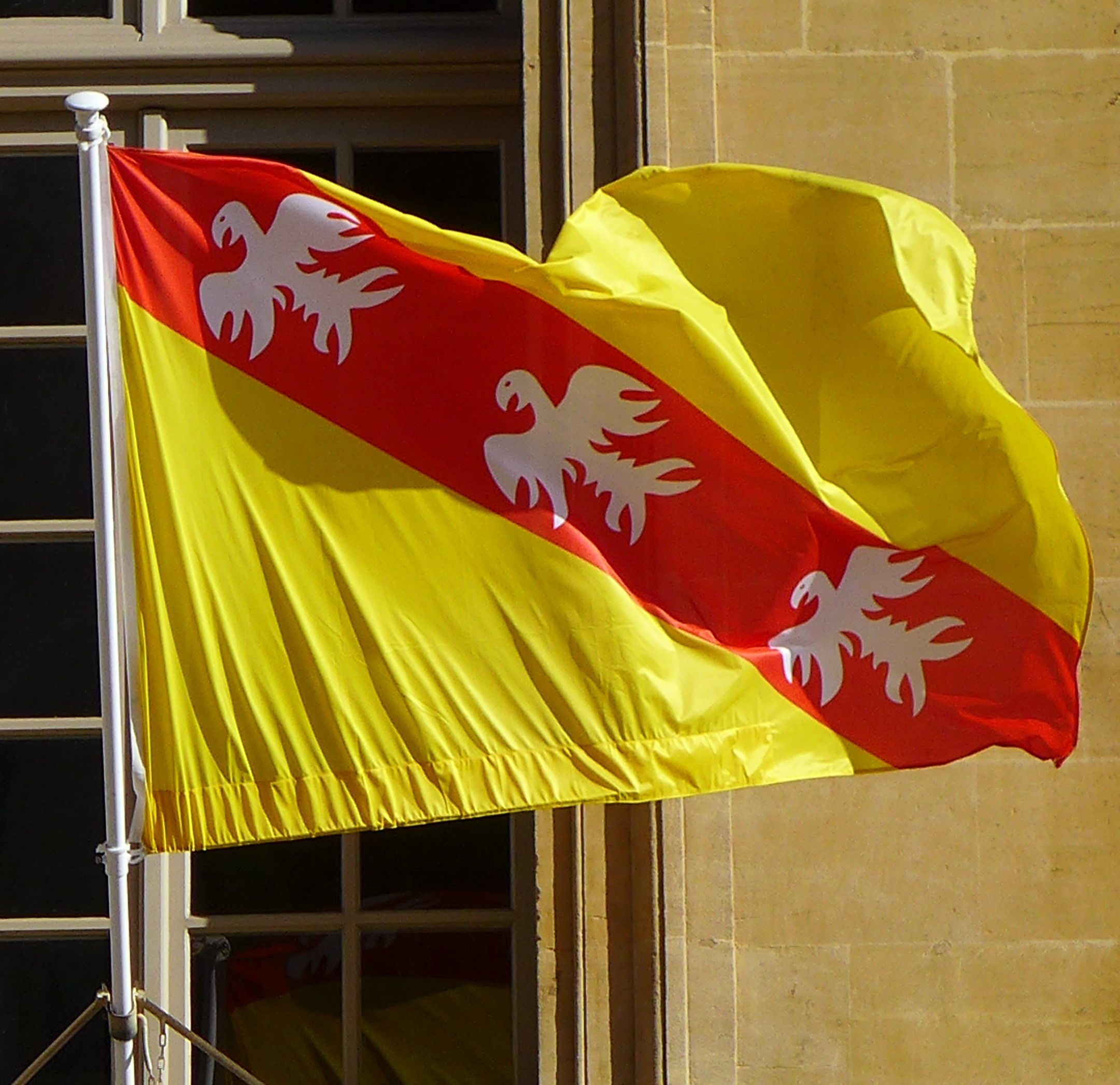
Bandera de Lorena

Lorena alemana (en alemán: Deutsch-Lothringen o Deutschlothringen) significa dos cosas:
1. el área de habla alemana dentro de Lorena, tal como existió hasta el siglo XX.
2. el distrito Lorena, es decir, la parte de Lorena que perteneció al Territorio Imperial de Alsacia y Lorena (en alemán: Reichsland Elsaß Lothringen) y, por lo tanto, al Reich alemán desde 1871 a 1918.

## La Lorena original de habla alemana

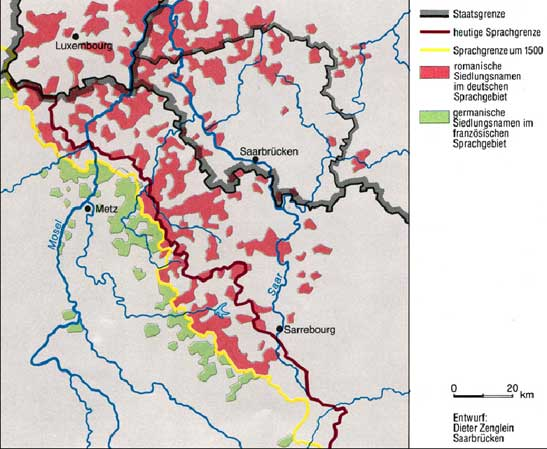
Desarrollo histórico de la frontera lingüística en Lorena

La frontera lingüística germano-románica (alemán-francés) en Lorena se prolongó hasta el siglo XX aproximadamente a lo largo de la línea Sarreburgo (Saarburg)-Hayange (Hayingen). Para obtener más información sobre su curso, consulte el artículo Fráncico lorenés (Fráncico). El área de Lorena al noreste de esta frontera lingüística en lo que ahora son los Departamentos Mosela y Bajo Rin (en alemán: Krummes Elsass) y lo que ahora es el estado federal alemán Sarre se denominó Lorena alemana (en alemán: Deutsch-Lothringen). Nancy, la capital histórica de Lorena, y Metz, el centro eclesiástico, se encuentran en el lado francés de la frontera lingüística. Los nombres de localidades como Audun-le-Tiche (en alemán: Deutsch-Oth) y Audun-le-Roman (en alemán: Welsch-Oth) o los nombres de los dos ríos de origen, el Nied, el Nied Allemande (en alemán: Deutsche Nied; en español: Nied alemán) y el Nied Française (en alemán: Französische Nied; en español: Nied francés), se refieren a la frontera lingüística histórica, que se extiende a ambos lados de la frontera lingüística y que convergen casi exactamente en la frontera lingüística.
La barrera del idioma también se reflejó desde el principio en la administración. El Ducado de Lorena fue dividido en el siglo XIII en tres bellistums (distritos administrativos y judiciales; en alemán Bellistum, en francés bailliage): el bellistum Nancy (Ballistum Nancy, bailliage de Nancy), el bellistum Vôge (Ballistum Vôge, bailliage de Vôge) y el bellistum alemán (Deutsches Bellistum, bailliage d'Allemagne ), este último a veces con la ciudad de Wallerfang en el actual Sarre como sede administrativa. El Ducado de Lorena pasó a formar parte de Francia en 1766. En 1790, en los tiempos de la Revolución Francesa, las antiguas estructuras administrativas fueron renovadas radicalmente. La moción de los diputados germano-lorenses para establecer su propio departamento germano-lorenés no encontró una mayoría ante la Asamblea Nacional de París. La Lorena alemana se incorporó a los departamentos de Moselle y Meurthe, que fueron establecidos en 1790. Otras partes de habla alemana de la histórica Lorena se encuentraron en el Departamento Forêts, que fue formado en 1795, y en el Departamento de la Sarre, que fue establecido en 1798. En la Segunda Paz de París, que fue firmado en 1815, la mayor parte de la Lorena alemana permaneció en Francia. A partir de entonces, el nombre hace referencia a esta zona.

## El Distrito Lorena como parte del Imperio alemán 1871-1918

Los grupos de dialectos germánicos y románicos en Alsacia-Lorena

Después de la guerra franco-prusiana (1870-1871), parte de Lorena fue anexada al recién fundado Imperio alemán en 1871 y formó junto con Alsacia el Territorio Imperial de Alsacia y Lorena hasta 1918. El distrito Lorena, recién formado a partir de partes de los dos departamentos franceses anteriores Meurthe y Moselle, también incluía áreas de habla francesa al oeste de la frontera germano-francesa alrededor de Metz y Château-Salins, además de la mayor parte de la histórica Lorena alemana. 
Este distrito Lorena, con su capital Metz, permaneció sin cambios en su forma territorial después de que la región fuera devuelta a Francia en 1919 y forma el actual departamento Moselle. Durante la ocupación alemana de 1940 a 1944, existió aquí el Área CdZ Lorena.

## Documentos de respaldo
1. ↑  Jean-Louis Masson: Histoire administrative de la Lorraine: des provinces aux départements et à la région, Fernand Lanore / Sorlot, Collection: Reflets de l'Histoire (1982), Transcripción de la petición en p. 193. En línea (en francés).